# Mamoiada
Mamoiada – miejscowość i gmina we Włoszech, w regionie Sardynia, w prowincji Nuoro. Graniczy z Fonni, Gavoi, Nuoro, Ollolai, Orani, Orgosolo i Sarule.
Według danych na rok 2019 gminę zamieszkiwało 2456 osób, 50 os./km².